# 金霉素
金霉素（Chlortetracycline），也被称为“氯四环素”，是第一个被发现的四环素类抗生素。于1945年被Benjamin Duggar博士从密苏里大学的桑博试验田采集的土壤样本中分离得到的金色链霉菌（Streptomyces aureofaciens）中发现，因而得名“金霉素”。
抗菌范围广泛，对多种细菌、某些立克次体、支原体、螺旋体和原虫都有抑制作用；主要用于对青霉素有耐药性的细菌性感染，如肺炎和葡萄球菌败血症、斑疹伤寒、支原体肺炎、阿米巴痢疾等。
口服后容易引起胃肠道反应如恶心、呕吐、腹泻等；另外金霉素等广谱抗菌素在较长时间使用中，由于敏感细菌被消灭，引起不敏感细菌或真菌大量繁殖，可导致葡萄球菌、念珠菌等二重感染。
金霉素能与tRNA结合，从而达到抑菌的效果。常作为兽药被用于治疗猫的结膜炎。